# ソフィー・ド・フランス (1786-1787)
マリー・ソフィー・エレーヌ・ベアトリクス・ド・フランス（フランス語: Marie Sophie Hélène Béatrix de France、1786年7月29日 - 1787年6月19日）は、フランス王国兼ナバラ王国国王ルイ16世と、その王妃マリー・アントワネットの間に産まれた第二王女、第四子である。フランス革命勃発二年前の1787年に夭折している。ベアトリクス (Béatrix) をベアトリス (Béatrice)と表記することもある。

## 生涯
1786年7月29日、ヴェルサイユ宮殿において、フランス国王ルイ16世と王妃マリー・アントワネットの間に産まれた2番目の女児で、4番目の子である。末子でもあり、姉のマリー・テレーズ・シャルロット・ド・フランス王女や、兄のルイ＝ジョゼフ・ド・フランス王子のように、盛大に生誕を祝われなかった。その頃のフランス王国は、民衆の怒りが王室一家に集中していたため、民衆には関心を持たれず、宮殿の人々たちもそれどころではなかったこともある。
結核により、10か月21日で夭折した。マリー・アントワネットとルイ16世の間に産まれた子女の中では、最も短命であった。